# Manuela Zinsberger
Manuela Zinsberger (Stockerau, 1995. október 19. –) osztrák női válogatott labdarúgó, jelenleg az angol bajnokságban érdekelt Arsenal kapusa.

## Pályafutása

### Klubcsapatokban
Az SV Neulengbach keretének tagjaként négy osztrák bajnoki címet és három kupagyőzelmet követően 2014 júniusában szerződött a Bayern München együtteséhez. Öt esztendőt töltött a bajor klubnál és két Bundesliga győzelemmel gazdagodott. 2019. május 17-én az Arsenal csapatához igazolt.

### A válogatottban
Első válogatott mérkőzésén Szlovénia ellen a 46. percben váltotta Anna-Carina Kristlert.

## Sikerei, díjai

### Klubcsapatokban
Osztrák bajnok (4):
- SV Neulengbach (4): 2010, 2011, 2012, 2013

 Osztrák kupagyőztes (3): 
- SV Neulengbach (3): 2010, 2011, 2012

 Német bajnok (2):
- Bayern München (2): 2014–15, 2015–16

### A válogatottban
Ausztria
- Ciprus-kupa győztes: 2016[3]